# Diana Gabaldon
Diana J. Gabaldon, född 11 januari 1952 i Williams i Arizona, är en amerikansk författare som är mest känd för serien Outlander som sålts i mer än 20 miljoner exemplar världen över. Böckerna handlar om fältsköterskan Claire Beauchamp Randall, som i andra världskrigets slut kastas tillbaka i tiden. Där träffar hon höglandskrigaren Jamie Fraser i ett 1700-talets Jakobitiska Skottland där man får följa deras gemensamma äventyr. Serien är svår att sätta in i en enskild genre, eftersom den är en romantisk berättelse som varvas med historia och science fiction (tidsresor). Serien består för tillfället av åtta böcker. Utöver huvudserien så har hon även skrivit flera spinoff-noveller och böcker utifrån andra rollfigurers perspektiv i universumet. En av dessa är spinoff-serien Lord John, som mest handlar om krigshistoria i 1700-talets Europa och där vi får följa den brittiska soldaten Lord John Grey som förutom att vara en god soldat, kämpar med att hålla sin identitet som homosexuell hemlig, då det är förenat med dödsstraff.